# Tournoi de tennis de Charlottesville
Le tournoi de Charlottesville est un tournoi international de tennis masculin et féminin des circuits professionnels ATP Challenger Tour et ITF Women's Circuit organisé à Charlottesville, en Virginie depuis 2002. Il a lieu tous les ans au mois d'avril sur  terre battue pour les femmes et en octobre sur dur intérieur pour les hommes au Boar's Head Sports Club.

## Palmarès dames

### Simple
| Année | Dotation                               | Vainqueure                             | Finaliste                              | Score                                  |                                        |
| ----- | -------------------------------------- | -------------------------------------- | -------------------------------------- | -------------------------------------- | -------------------------------------- |
| 2002  | 25 000 $                               | Erika de Lone                          | Jelena Janković                        | 6-2, 6-4                               |                                        |
| 2003  | 25 000 $                               | Kristina Brandi                        | Christina Wheeler                      | 4-6, 6-4, 6-2                          |                                        |
| 2004  | 50 000 $                               | Marissa Irvin                          | Jamea Jackson                          | 6-3, 7-65                              |                                        |
| 2005  | 50 000 $                               | Carly Gullickson                       | Varvara Lepchenko                      | 6-4, 6-4                               |                                        |
| 2006  | 50 000 $                               | Laura Granville                        | Dominika Cibulková                     | Forfait                                |                                        |
| 2007  | 50 000 $                               | Edina Gallovits                        | Angelika Bachmann                      | 6-3, 6-3                               |                                        |
| 2008  | 50 000 $                               | Alexis Gordon                          | Olga Puchkova                          | 6-3, 6-3                               |                                        |
| 2009  | 50 000 $                               | Lindsay Lee-Waters                     | Ekaterina Bychkova                     | 6-3, 7-5                               |                                        |
| 2010  | 50 000 $                               | Michaëlla Krajicek                     | Laura Siegemund                        | 6-2, 6-4                               |                                        |
| 2011  | 50 000 $                               | Stéphanie Dubois                       | Michelle Larcher de Brito              | 1-6, 7-65, 6-1                         |                                        |
| 2012  | 50 000 $                               | Melanie Oudin                          | Irina Falconi                          | 7-60, 3-6, 6-1                         |                                        |
| 2013  | 50 000 $                               | Shelby Rogers                          | Allie Kiick                            | 6-3, 7-5                               |                                        |
| 2014  | 50 000 $                               | Taylor Townsend                        | Montserrat González                    | 6-2, 6-3                               |                                        |
| 2015  | 50 000 $                               | Allie Kiick                            | Katerina Stewart                       | 7-5, 63-7, 7-5                         |                                        |
| 2016  | 50 000 $                               | Taylor Townsend                        | Grace Min                              | 7-5, 6-1                               |                                        |
| 2017  | 60 000 $                               | Madison Brengle                        | Caroline Dolehide                      | 6-4, 6-3                               |                                        |
| 2018  | 80 000 $                               | Mariana Duque Mariño                   | Anhelina Kalinina                      | 0-6, 6-1, 6-2                          |                                        |
| 2019  | 80 000 $                               | Whitney Osuigwe                        | Madison Brengle                        | 6-4, 1-6, 6-3                          |                                        |
| 2020  | Édition annulée (pandémie de Covid-19) | Édition annulée (pandémie de Covid-19) | Édition annulée (pandémie de Covid-19) | Édition annulée (pandémie de Covid-19) | Édition annulée (pandémie de Covid-19) |
| 2021  | 60 000 $                               | Claire Liu                             | Wang Xinyu                             | 3-6, 6-4, 4-1 ab.                      |                                        |
| 2022  | 60 000 $                               | Louisa Chirico                         | Wang Xiyu                              | 6-4, 6-3                               |                                        |

### Double
Liste des paires de double ayant remporté le tournoi par année :
- 2002 :  Erika de Lone /  Jessica Steck
- 2003 :  Bethanie Mattek /  Lilia Osterloh
- 2004 :  Erica Krauth /  Jessica Lehnhoff
- 2005 :  Ashley Harkleroad /  Lindsay Lee-Waters
- 2006 :  Marie-Ève Pelletier /  Sunitha Rao
- 2007 :  Erica Krauth /  Hanna Nooni
- 2008 :  Raquel Kops-Jones /  Abigail Spears
- 2009 :  Carly Gullickson /  Nicole Kriz
- 2010 :  Julie Ditty /  Carly Gullickson
- 2011 :  Sharon Fichman /  Marie-Ève Pelletier
- 2012 :  Maria Sanchez /  Yasmin Schnack
- 2013 :  Nicola Slater /  Coco Vandeweghe
- 2014 :  Asia Muhammad /  Taylor Townsend
- 2015 :  Françoise Abanda /  Maria Sanchez
- 2016 :  Asia Muhammad /  Taylor Townsend
- 2017 :  Jovana Jakšić /  Catalina Pella
- 2018 :  Sophie Chang /  Alexandra Mueller
- 2019 :  Asia Muhammad /  Taylor Townsend
- 2020 : Édition annulée
- 2021 :  Anna Danilina /  Arina Rodionova
- 2022 :  Sophie Chang /  Angela Kulikov

## Palmarès messieurs

### Simple
| 2009 | Kevin Kim                              | Somdev Devvarman                       | 6-4, 68-7, 6-4                         |                                        |                                        |
| 2010 | Robert Kendrick                        | Michael Shabaz                         | 6-2, 6-3                               |                                        |                                        |
| 2011 | Izak van der Merwe                     | Jesse Levine                           | 4-6, 6-3, 6-4                          |                                        |                                        |
| 2012 | Denis Kudla                            | Alex Kuznetsov                         | 6-0, 6-3                               |                                        |                                        |
| 2013 | Michael Russell                        | Peter Polansky                         | 7-5, 2-6, 7-65                         |                                        |                                        |
| 2014 | James Duckworth                        | Liam Broady                            | 5-7, 6-3, 6-2                          |                                        |                                        |
| 2015 | Noah Rubin                             | Tommy Paul                             | 3-6, 7-67, 6-3                         |                                        |                                        |
| 2016 | Reilly Opelka                          | Ruben Bemelmans                        | 6-4, 2-6, 7-65                         |                                        |                                        |
| 2017 | Tim Smyczek                            | Tennys Sandgren                        | 65-7, 6-3, 6-2                         |                                        |                                        |
| 2018 | Tommy Paul                             | Peter Polansky                         | 6-2, 6-2                               |                                        |                                        |
| 2019 | Vasek Pospisil                         | Brayden Schnur                         | 7-62, 3-6, 6-2                         |                                        |                                        |
| 2020 | Édition annulée (pandémie de Covid-19) | Édition annulée (pandémie de Covid-19) | Édition annulée (pandémie de Covid-19) | Édition annulée (pandémie de Covid-19) | Édition annulée (pandémie de Covid-19) |
| 2021 | Stefan Kozlov                          | Aleksandar Vukic                       | 6-2, 6-3                               |                                        |                                        |
| 2022 | Ben Shelton                            | Christopher Eubanks                    | 7-64, 7-5                              |                                        |                                        |

### Double
| 2009 | Martin Emmrich Andreas Siljeström  | Dominic Inglot Rylan Rizza          | 6-3, 6-2          |                 |                 |
| 2010 | Robert Kendrick Donald Young       | Ryler DeHeart Pierre-Ludovic Duclos | 7-65, 7-63        |                 |                 |
| 2011 | Treat Conrad Huey Dominic Inglot   | John Paul Fruttero Raven Klaasen    | 4-6, 6-3, [10-7]  |                 |                 |
| 2012 | John Peers John-Patrick Smith      | Jarmere Jenkins Jack Sock           | 7-5, 6-1          |                 |                 |
| 2013 | Steve Johnson Tim Smyczek          | Jarmere Jenkins Donald Young        | 6-4, 6-3          |                 |                 |
| 2014 | Treat Conrad Huey Frederik Nielsen | Lewis Burton Marcus Willis          | 3-6 6-3 [10-2]    |                 |                 |
| 2015 | Chase Buchanan Tennys Sandgren     | Peter Polansky Adil Shamasdin       | 3-6, 6-4, [10-5]  |                 |                 |
| 2016 | Brian Baker Sam Groth              | Brydan Klein Ruan Roelofse          | 6-3, 6-3          |                 |                 |
| 2017 | Denis Kudla Danny Thomas           | Jarryd Chaplin Miķelis Lībietis     | 64-7, 1-4 ab.     |                 |                 |
| 2018 | Harri Heliövaara Henri Laaksonen   | Toshihide Matsui Frederik Nielsen   | 6-3, 6-4          |                 |                 |
| 2019 | Mitchell Krueger Blaž Rola         | Sekou Bangoura Blaž Kavčič          | 6-4, 6-1          |                 |                 |
| 2020 | Édition annulée                    | Édition annulée                     | Édition annulée   | Édition annulée | Édition annulée |
| 2021 | William Blumberg Max Schnur        | Treat Huey Frederik Nielsen         | 3-6, 6-1, [14-12] |                 |                 |
| 2022 | Julian Cash Henry Patten           | Alex Lawson Artem Sitak             | 6-2, 6-4          |                 |                 |